# Aptenodytes patagonicus halli
Il  Pinguino reale delle Kerguelen (Aptenodytes patagonicus halli) è una delle due sottospecie in cui si suddivide il pinguino reale (Aptenodytes patagonicus). Vive nei mari subantartici e nidifica nelle isole del settore australe dell'Oceano Indiano.

## Tassonomia
Questa sottospecie fu descritta in origine da Joseph William Mathews nel 1911. Si sono riscontrate alcune differenze genetiche tra le popolazioni delle Isole Crozet e delle Isole Kerguelen.

## Distribuzione
Le popolazioni riproduttive più grandi si trovano nelle seguenti isole: Isole Crozet con circa 455.000 coppie, Isole del Principe Edoardo con circa 228.000 coppie, Isole Kerguelen con una popolazione tra le 240.000 e le 280.000 coppie, Isola Macquarie con circa 70.000 coppie.